# It Takes a Fool to Remain Sane
It Takes a Fool to Remain Sane è un singolo del gruppo musicale svedese The Ark, pubblicato il 30 novembre 2000 come secondo estratto dal primo album in studio We Are the Ark.

## Successo commerciale
Il brano è stato un successo strepitoso in Svezia e molti altri paesi; in Italia ha trascorso più di quattro mesi nella top 10 dei singoli più venduti arrivando alla quarta posizione il 13 settembre 2001.
It Takes a Fool to Remain Sane ha ottenuto anche riconoscimenti sia ai Grammies, premio dato dalla discografia svedese ai maggiori successi dell'anno, e agli MTV Europe Music Awards, nella categoria "canzone dell'anno". Il pezzo in Italia è stato inserito anche nella compilation del Festivalbar 2001.

## Video musicale
Il videoclip è stato girato da Magnus Rösman (che in seguito ha lavorato anche con Andreas Johnson). Il video, nella prima parte, è completamente concentrato sull'estroso Ola Salo che cammina, dapprima nel sottopassaggio di una metropolitana, ed in seguito per le strade di una città, mentre canta la canzone. La seconda parte del video invece vede gli altri componenti della band che raggiungono Ola Salo su di un grattacielo dove eseguono la parte finale della canzone con Ola.

## Tracce
1. It Takes a Fool to Remain Sane
2. The Homecomer
3. Siamese Centrefold

## Classifiche
| Classifica (2000-2001) | Posizione massima |
| ---------------------- | ----------------- |
| Italia                 | 4                 |
| Svezia                 | 7                 |